# 외룡초등학교
외룡초등학교는 대한민국 강원도 영월군 김삿갓면 외룡리 664에 있었던 공립 초등학교이다.

## 학교 연혁
- 1939년 3월 1일 외룡공립심상소학교 설립인가
- 1941년 4월 1일 외룡공립국민학교로 교명변경
- 1996년 3월 1일 외룡초등학교로 교명변경
- 1998년 3월 1일 폐교

## 폐지 사유
- 학생수 감소에 따른 옥동초등학교로 통폐합

## 졸업생수
- 1,274명(53회 졸업)